# フェルディナンド・マルコス
フェルディナンド・エドラリン・マルコス（スペイン語: Ferdinand Edralin Marcos、1917年9月11日 - 1989年9月28日）は、フィリピン共和国の政治家。第三共和政の第6代大統領であり、ビアク・ナ・バトー共和国から続くフィリピンとしては第10代目。独裁者としてフィリピンに君臨し、約20年間にわたって権力を握ったが、1986年のエドゥサ革命によって打倒された。20年に及ぶマルコスの独裁政権下では、政敵が拷問を受けたり、即決処刑にされたり、失踪したりするケースが相次いだ。1972〜1981年に戒厳令を敷いたマルコスは、不正行為を認めないまま、亡命先のハワイで89年に死去した。

## 来歴

### 学生時代
アメリカ合衆国の植民地支配下のフィリピンで生まれた。父親は弁護士にしてイロコス・ノルテ州選出国会議員、母親は教師だった。4人兄弟の2番目であった。
1937年、フィリピン大学法学部の学生だったとき、父親と政治的に対立していた下院議員暗殺事件の容疑で起訴され、同年11月に有罪判決を受けた。マニュエル・ケソン大統領により恩赦を受けるが、これを拒否し刑務所にて裁判の準備と司法試験の勉強をして過ごした（後に司法試験はトップで合格する）。翌年、最高裁判所判決にて無罪となる。

### 戦時中
1941年12月8日に日本が真珠湾攻撃を行うと、明くる1942年1月に日本軍は、当時アメリカ合衆国の植民地だったフィリピンに進軍した。この際マルコスはアメリカの支援を受けた「フィリピン自治領軍」第21歩兵師団の戦闘情報局員として従軍し、日本軍と対峙したという。
後に書かれたマルコスの伝記によれば、「日本軍がアメリカの植民地だったフィリピンに進出した1942年1月当時、中尉だったマルコスは、18歳だった3人の新兵と共に、後方の日本軍前線を突破し敵兵の50人を殺害、同師団を釘付けにしていた日本軍の迫撃砲を破壊し、さらに日本軍の捕虜となった際、拷問をかけられながらもこれに反撃し脱出した」ことが記されている。この軍功により、大尉に昇進し名誉勲章に推薦されている。
同年1月に、アメリカ軍を放逐した日本軍はマニラを無血占領したが、マルコスは辛くもバターン死の行進から脱出しているものの、その後の動向は不明である。こうしたマルコスが主張する「抗日ゲリラ活動での活躍」は、後の政治的成功の大きな要因となった。しかし後に公表された米国公文書館の記録によれば、戦時中の活動はごくわずか、もしくは全く無かったことが明らかになっている。さらに上記のような日本軍との戦闘も記録されていない。

### 議員時代
フィリピン独立後の1946年から1947年まで、マニュエル・ロハス大統領の補佐官を務め、1949年には下院議員に当選、その際の選挙スローガンは「投票日に、あなたの下院議員として私を選出してください。そうすれば私は20年で大統領となります」というものだった。1959年には上院議員に鞍替えし、1962年から1965年までは上院議長を務めた。
1954年に、ミス・マニラのイメルダ・マルコスと結婚、2人の間に3人の子供に恵まれた。長女で現在もフィリピン下院議員を務めるアイミー・マルコス。長男で第17代大統領のフェルデナンド・マルコスjr（ボンボン・マルコス）。そして次女のアイリーン・マルコスである。なお2004年にシドニーの新聞がマルコスと水着モデルとの間に1971年生まれの娘がいたとする報道を行ったが、このほかにもマルコスには17人の非嫡出子がいるとの噂がある。
議員時代までマルコスの政治経験の大半はフィリピン自由党党員としてのものだった。1965年の大統領選挙では党の候補者指名を求めたが、指名されたのは現職大統領のディオスダド・マカパガルだった。マルコスは自由党を離党しフィリピン国民党 に入党、同党の大統領候補となる。
選挙では頭の回転の良さと弁舌を生かして演説し、マスコミは彼を「アジアのケネディ」と称するまでに至った。国民党は副大統領候補のフェルデナンド・ロペスと共に大統領選挙で地滑り的大勝を果たす。

### 大統領就任
マルコス就任以前のフィリピンはクーデターが相次いでいた東南アジア諸国に比べ、独立以来二大政党制が続き、経済も東南アジアの中ではトップクラスであったが、貧富の差は激しく、一部財閥が財の大半を握るが大半の住民は貧困状態であった。
マルコスの政策は、国内の地方開発と徴税機能の強化を主軸とするものであり、在任中に強靭な経済を作り上げることを公約した。地方政策としては「コメと道路」を重点政策とし、緑の革命でコメの自給を達成し、道路建設や学校、病院の建設といったインフラ整備を積極的に行った。この政策で失業率は1966年から1971年までに7.2%から5.2%に減少した。また、国内産業の工業化と、アメリカや日本などの西側自由世界の貿易自由化を推進した。

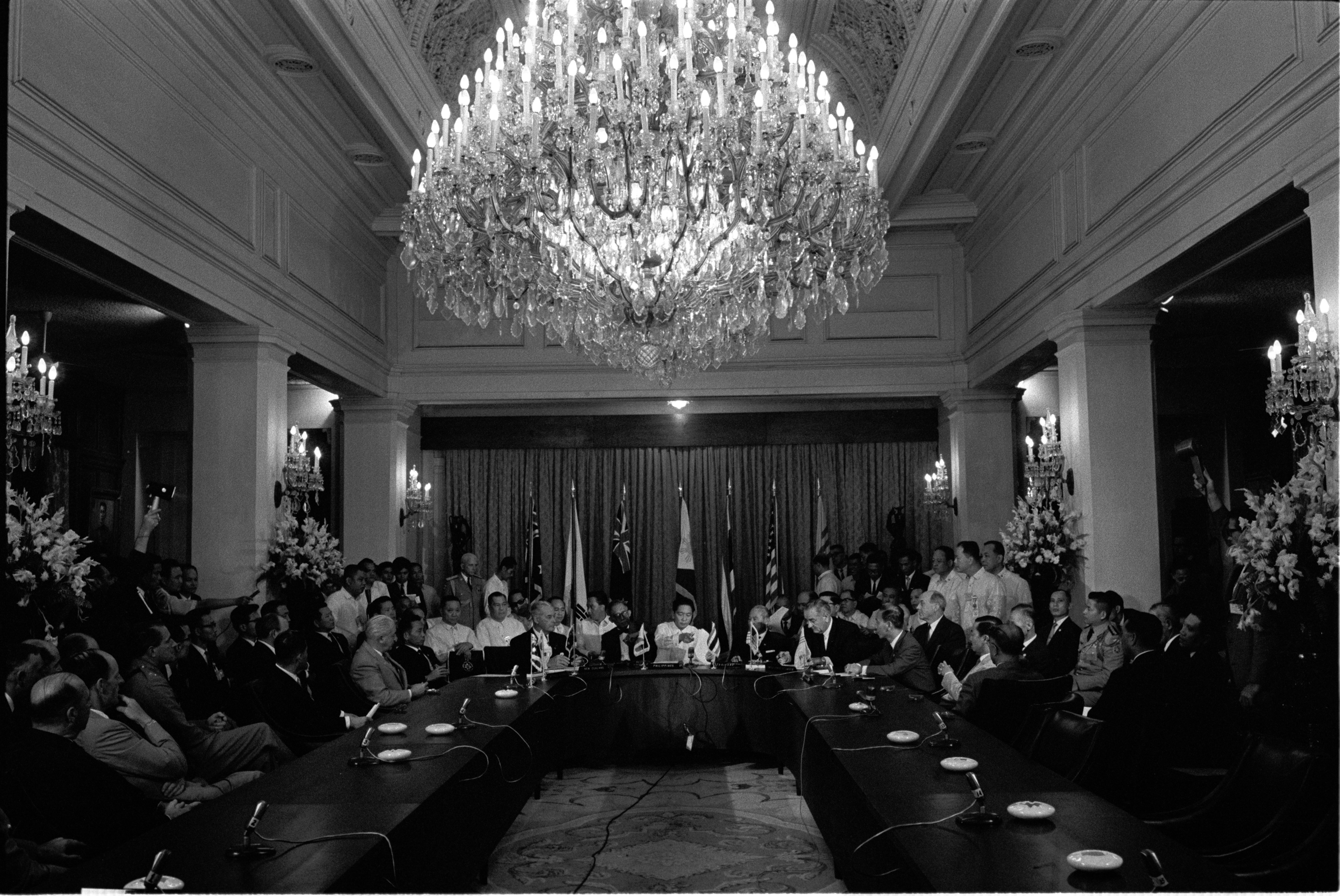
1966年10月、マニラで開催されたSEATO首脳会議

また在任中は、冷戦下でソビエト連邦などの共産主義諸国と対峙していたアメリカと緊密な同盟関係を築く。歴代のアメリカ大統領とはいずれも親密だったが、特にリンドン・ジョンソン、リチャード・ニクソン、ロナルド・レーガンとは親密さの度合いが高かった。1966年10月に反共軍事同盟である東南アジア条約機構（SEATO）の首脳会議を主催し、南ベトナムにフィリピン軍を派兵してベトナム戦争に参戦した。
国内の治安面では、共産主義の脅威に対抗し、ソビエト連邦や中華人民共和国からの支援を受けていたフィリピン共産党の新人民軍や、少数民族のモロ人の暴徒に対して軍事行動を開始した。
こうした実績により、1969年の大統領選挙ではロペスと共に再選された。1971年、マルコスは1935年に制定されたフィリピン憲法の修正を目的に憲法制定会議を発足させる。会議は元大統領カルロス・P・ガルシアらを中心に321人の選出された代表者で構成されていた。しかし、会議では「新憲法下でマルコスの再選禁止」提案に対して、これを支持する為の買収による多数派工作が発覚し、スキャンダルにまみれることになる。なお、マルコス自身は首相として引き続き政権を担えるよう議院内閣制への政体変更を主張していた。

### 戒厳令布告
しかし贅沢品の購入増加や農村から都市への人口流入が増大したことによって、高インフレと失業率増加を招くこととなった。農村部においては毛沢東思想に傾倒した共産党や武装組織の新人民軍が結成され、また南部ミンダナオ島では、新規入植者と現地住民との間での軋轢が発生していた。特に1970年1月から3月にかけて「第1四半期の嵐」と呼ばれる学生運動に端を発した暴動の増加や、新人民軍の爆弾テロによって国内の政情は不安定となる。
マルコスは、一連の暴動を共産主義の脅威として警告し「共産主義者が徘徊し、人々の殺害と女性達の強姦を起こして、卑怯に国を破壊する」と主張した。そして、1972年9月21日に、「布告第1081号」によって、フィリピン全土に戒厳令を布告した。この戒厳令により1935年憲法は停止され、独裁政権への道を開くことになる。
同年12月7日には、記念式典に出席していた夫人が襲撃されて重傷を負う事件が発生。犯人は当初、マルコスを狙っていたことが明らかになっている。
1973年には戒厳令の布告中に、大統領職と首相職を兼任することを認める議院内閣制の新憲法を制定、さらに1976年には暫定議会選挙まで両職を兼任できるように憲法改正を行う。
なお同時期には、マラカニアン宮殿で執り行なわれた残留大日本帝国陸軍兵の小野田寛郎の投降式に出席している。その際、小野田から降伏の印として軍刀を手渡されたが、マルコスは「第二次世界大戦は終わった」と直ちに日本刀を返還した。
こうした戒厳令布告による強権政治や開発独裁は、隣国インドネシアのスハルトの手法を真似たとみられている。マルコスの著書『新しい社会の上に記録する』によれば、それは既存の特権階級に与えられていた権益を貧者に解放する政策だった。フィリピン経済を伝統的に支配した華僑など既存の特権階級が持つ権益は没収され、貧しい人たちに特権が与えられたと喧伝されたが、実際にはマルコスの一族と取り巻きに引き継がれたに過ぎなかった。この現象を示すために「クローニー（縁故・取り巻き）資本主義」なる用語まで登場した。この政策は国家主義的な意図があったとみられ、この既存階級に対する闘争は労働者の支持を集め、農地解放は農民の支持を集めた。しかし、この間に、その権益の分配をめぐり贈収賄・恐喝・横領が生じることになる。
戒厳令布告は、フィリピンの政情不安を背景に、特に共産主義の東南アジアに対するドミノ現象を警戒する旧宗主国のアメリカ合衆国を始めとする、諸外国の理解が得られた。戒厳令と夜間外出禁止令施行後、国内の犯罪率が劇的に低下し、政情の安定は1970年代を通じて経済成長につながった。
マルコス支配に反対する、ベニグノ・アキノ上院議員やホセ・ジョクノ上院議員ら約200人が拘束され、 結果として、何千人もが北アメリカに亡命し移住した。また、 路上でのデモといった反政府活動ではそのリーダーが即座に逮捕されて、拘留・拷問にかけられたか、消息不明となった。共産党員と同様、反政府活動家は都市から地方に逃れ、そこで勢力が拡大することになる。また報道統制によりマスコミ弾圧も行われた。
戒厳令の布告から解除までの9年間に兵員23万人の国軍は3倍に規模が拡大した。また、同時に何千という民兵団が組織された。マルコス政権下における軍事的なサポートは、Rolex 12と呼ばれる側近たち、中でも中枢を牛耳ったのが、情報機関のファビアン・ベール、国軍参謀部のフアン・ポンセ・エンリレ（元上院議長）、警察部門のフィデル・ラモスだった。もっとも、1986年のエドゥサ革命では、エンリレとラモスは反マルコス陣営に寝返ることになる。
1978年4月、戒厳令布告後初めて国民議会選挙が行われ、イメルダ・マルコス大統領夫人の率いる与党・新社会運動（Kilusang Bagong Lipunan）が、全161議席中、151議席を獲得し圧勝、この他に議席を獲得したのは、僅か2つの地域政党のみだった。イメルダは単なる大統領夫人にとどまらず、自ら企画したマニラ文化センターをオープンさせるなど、国政にも介入していた。1974年、自ら中華人民共和国に訪中して、貿易拡大書簡に調印。1975年、台湾（中華民国）と国交断絶して当時米国に接近していた中華人民共和国と国交を結んでいる。同年にはマニラ首都圏知事にも就任。1976年には米ソのデタントの波に乗りソビエト連邦と国交を樹立。1978年には環境住居大臣に就任している。
この選挙でベニグノ・アキノ率いる野党・LABANを始め野党は議席を獲得できず、大規模な不正行為を主張し、マルコスを非難した。野党は、1980年の地方選挙と1981年の国民議会選挙をボイコットする。

### 形式的再選と経済の悪化
1981年1月に予定されたローマ教皇ヨハネ・パウロ2世のフィリピン訪問を前にして、布告第2045号によって、戒厳令は解除された。民主化への期待を抱かせたが、反政府活動に対する治安権力は維持された。同年6月、マルコスは首相職を辞任し、新憲法の下での最初の大統領選挙に立候補した。 主要野党はいずれもこの選挙をボイコットし、信任投票を嫌ったマルコスの圧力により彼が以前属していた国民党だけが候補者を擁立した。この形式的な選挙で、マルコスは投票数の91.4%を獲得した。 

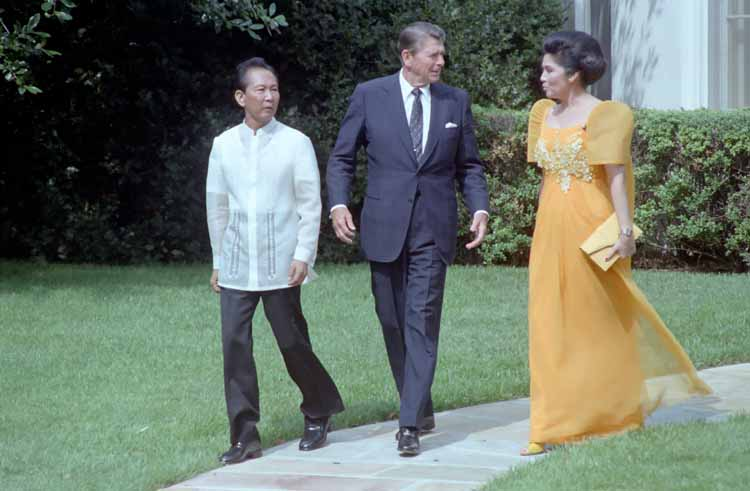
マルコスとイメルダ夫人、中央はアメリカのロナルド・レーガン大統領

国内の経済開発では海外からの借款が多用された。また、1973年より始まった観光事業の振興策と、海外に出稼ぎに行くフィリピン人労働者の送金が、重要な外貨獲得の手段だった。マルコス施政下の初期には、経済のパフォーマンスは強かったものの、独裁体制が進むにつれて汚職が蔓延し、経済成長が見られなかった。ペソ経済圏では1人当たりの実質GDPが、1951年から1965年の間に3.5%成長したというが、1966年から1986年間のマルコス施政下では年平均成長は1.4%だった。
1983年8月、野党勢力の中心人物で、アメリカ合衆国に亡命していたベニグノ・アキノ・ジュニア上院議員が、フィリピン共和国帰国時にマニラ国際空港で暗殺されたことは、フィリピン経済に大打撃を与えた。続く国内での反マルコス・デモの頻発に象徴される政治的問題は海外からの観光客や、外資参入を敬遠させた。翌年には経済のマイナス成長が始まり、政府の振興策も効果が無かった。失業率は1972年の6.30%から1985年には12.55%まで増大した。
さらにマルコス政権末期、彼自身の腎臓疾患のために政務に支障が生じ、閣議に欠席する日が続く。イメルダ夫人が政務を取り仕切るようになり、取り巻きたちは、バターン原子力発電所建設に象徴される、意図的にずさんなプロジェクト等で汚職を繰り返した。アキノ暗殺事件では、多くのフィリピン国民がマルコス自身が関与していないにせよ、隠蔽工作には関わっていると考えていた。1985年に、暗殺事件の容疑者として起訴された、国軍参謀総長・ファビアン・ベール大将らの無罪判決は、裁判の公正性への疑問と共にこの考えをより強くさせるものだった。

### 政権の黄昏
1984年までに、それまではマルコス政権を支持していたアメリカのレーガン政権もこれに距離を置き始めた。同盟国からの圧力の結果、マルコスは大統領任期が1年以上残っている状態で、1986年に大統領選挙を行うことを余儀なくされた。野党連合は、ベニグノ・アキノの未亡人、コラソン・アキノを大統領選挙の統一候補とした。
1986年2月7日に行われた大統領選挙では、民間の選挙監視団体「自由選挙のための全国運動」や公式な投票立会人らが、最終得点はアキノがほとんど80万票差で勝利したと示したものの、中央選挙管理委員会の公式記録は、マルコスが160万票の差で勝利したと発表した。マルコスによるあからさまな開票操作（不正選挙）は、野党連合のみならず、アメリカ合衆国連邦政府、フィリピン社会に大きな影響力を持つカトリック教会からの非難を浴びた。
結局、2月22日選挙結果に反対するエンリレ国防大臣、ラモス参謀長らが決起し、これを擁護する人々100万人が、マニラのエドゥサ通りを埋めた。2月25日、コラソン・アキノが大統領就任宣誓を行い、大衆によってマラカニアン宮殿を包囲されたマルコスは、アメリカ合衆国軍に一家を北イロコス州へ避難させることを要請し、一家はヘリコプターでクラーク空軍基地に脱出するが、意に反してハワイへ飛び、事実上の亡命に追い込まれた（エドゥサ革命またはピープルパワー革命）。

### 死去後
1989年に、亡命先のハワイ・ホノルルでイメルダ夫人に看とられながら9月28日に病没した。20年に亘るフィリピン大統領在任中に、多額の国家資産を横領したというが、全容ははっきりと分かっていない。遺体はフィリピンへの帰還後、北イロコス州バタック町にある実家の霊廟にて、エンバーミングの上冷凍保存されていたが、2016年11月18日にマニラ首都圏タギッグ市のフィリピン英雄墓地に土葬された。しかし、この埋葬に対して、マルコス支持派と弾圧された反対派とで、物議を醸した。30年に亘って埋葬を要求してきたマルコスの遺族は埋葬の方針を決定したロドリゴ・ドゥテルテ大統領に謝意を表明した。